# Rauno Mäkinen
Rauno Mäkinen (Pori, 22 gennaio 1931 – 9 settembre 2010) è stato un lottatore finlandese.
Ha vinto la medaglia d'oro olimpica nella lotta greco-romana alle Olimpiadi 1956 di Melbourne nella categoria pesi gallo.
Ha partecipato anche alle Olimpiadi 1952 e alle Olimpiadi 1960.